# Alojzij Kaučič
Alojzij Kaučič, slovenski poslovnež in politik, * 29. maj 1951.
Od leta 1995 do 2022 je bil župan Občine Juršinci.
Med letoma 1997 in 2002 je bil član Državnega sveta Republike Slovenije.